# Riusciranno i nostri eroi a ritrovare l'amico misteriosamente scomparso in Africa?
Riusciranno i nostri eroi a ritrovare l'amico misteriosamente scomparso in Africa? (br: Perdidos na África/ pt: Um Italiano em Angola) é um filme italiano de 1968, do gênero comédia de aventura, dirigido por Ettore Scola em Angola.

## Sinopse
Um industrial é obrigado pela família a procurar por seu cunhado que esta perdido na África. Ele então fielmente, junto com seu contador, segue por pistas por onde ele passou e descobre que ele já foi padre, carpinteiro e que agora ele é o chefe de uma aldeia.

## Elenco
- Alberto Sordi .... Fausto Di Salvio
- Bernard Blier .... Ubaldo Palmarini
- Nino Manfredi .... Oreste Sabatini
- Manuel Zarzo .... Pedro Tomeo
- José María Mendoza .... Il Leopardo
- Erika Blanc .... Geneviève